# Papa Re
Papa Re era un appellativo riferito al papa, poiché in passato possedeva sia il ruolo di guida del cattolicesimo sia di quello di sovrano dello Stato Pontificio.
Gli attuali monarchi dello Stato della Città del Vaticano non vengono generalmente definiti con tale titolo, essendo stato infatti Pio IX l'ultimo pontefice ad aver esercitato un potere reale su più regioni italiane.

## Filmografia
- In nome del Papa Re